# Endless Loop
『Endless Loop』（エンドレス・ループ）は、島みやえい子のメジャー2作目のミニアルバム。
初回限定版のみ、収録曲 「Automaton」 のPVが収録されたDVD付属。

## 収録曲
1. 求道の人
  - 作詞・作曲：島みやえい子、編曲：京田誠一
2. Endless Loop
  - 作詞・作曲：島みやえい子、編曲：高瀬一矢
3. 秋空の彼方
  - 作詞・作曲：島みやえい子、編曲：京田誠一
4. Ozone
  - 作詞・作曲：島みやえい子、編曲：高瀬一矢
5. MAY
  - 作詞・作曲：島みやえい子、編曲：横田昭
6. Automaton
  - 作詞：KOTOKO、作曲・編曲：高瀬一矢
  - PCゲーム『真説 猟奇の檻』オープニングテーマ